# Ричард Леймън
Ричард Карл Леймън (на английски: Richard Carl Laymon) е американски писател на произведения предимно в жанра хорър.

## Биография и творчество
Ричард Карл Леймън е роден на 14 януари 1947 г. в Чикаго.
Публикува редица творби, в които присъстват вампири, призраци, демони и други свръхестествени същества, но значителна част от творчеството му набляга и на чисто психологическия ужас. Историите му изобилстват от натуралистично описани сцени на секс и насилие.
Умира на 14 февруари 2001 г. в Лос Анджелис.
Получава посмъртно наградата „Брам Стокър“ за романа „Пътуващо представление с вампир“.
От обемното му портфолио в България са били преведени едва няколко романа и половин дузина разкази. Сред най-известните му произведения са „Къщата на Звяра“ и „Плът“, който е избран за най-добър роман на ужасите за 1987 г.

## Произведения

### Самостоятелни романи
- Your Secret Admirer (1980) – като Карл Лаймън
- The Woods Are Dark (1981)
В тъмните гори, изд.: „Аполо прес“, София (1995), прев. Николай Николаев
- Nightmare Lake (1983) – като Карл Лаймън
- Dawson's City (1984)
- Night Show (1984)
Нощно шоу, изд.: „Аполо прес“, София (1995), прев. Венета Маринова
- Shootout At Joe's (1984)
- The Intruder (1984)
- Night Ride (1985)
- The Caller (1985)
- Cardiac Arrest (1985)
- The Cobra (1985)
- Last Hand (1985)
- Live Bait (1985)
- Lonely One (1985)
- Marathon (1985)
- Night Games (1985)
- All Hallow's Eve (1986)
- The Night Creature (1986)
- Beginner's Luck (1986)
- Halloween Hunt (1987)
- Tread Softly (1987) – като Ричард Кели, издаден и като „Dark Mountain“
- Return (1987)
- Thin Air (1987)
- Beware (1987)
Лаведа, изд.: „Аполо прес“, София (1997), прев. Емилия Петрова
- Flesh (1987)
Плът, изд.: „Аполо прес“, София (1995), прев. Ивайла Божанова
- Midnight's Lair (1988) – като Ричард Кели
- Resurrection Dreams (1988)
- Funland (1989)
- The Stake (1990)
- Island (1991)
- One Rainy Night (1991)
- Darkness, Tell Us (1991)
- Blood Games (1992)
- Alarums (1992)
- Savage (1993)
- Endless Night (1993)
- In the Dark (1994)
- The Quake (1995)
- Body Rides (1996)
- Bite (1996)
- After Midnight (1997)
- The Wilds (1998)
- Among the Missing (1999)
- Come Out Tonight (1999)
- Cuts (1999)
- The Traveling Vampire Show (2000)
Пътуващо представление с вампир, изд.: „Изток-Запад“, София (2014), прев. Надя Баева
- Once Upon A Halloween (2000)
- Night in the Lonesome October (2001)
- The Halloween Mouse (2001)
- No Sanctuary (2001)
- Amara (2003) – издаден и като „To Wake The Dead“
- Meeting at Joe's (2003)
- The Lake (2004)
- The Glory Bus (2005) – издаден и като „Into the Fire“

### Серия „Хроники от Къщата на Звяра“ (Beast House Chronicles)
1. The Cellar (1980)
Къщата на Звяра, изд.: „Аполо прес“, София (1994), прев. Мария Върбанова, Радмила Каишева
2. The Beast House (1987)
Малкаса Пойнт, изд.: „Аполо прес“, София (1994), прев. Мария Върбанова
3. The Midnight Tour (1998)
4. Friday Night in the Beast House (2001)

### Сборници
- Out Are the Lights (1982)
- A Good, Secret Place (1994)
- Ten Tales (1994) – с Нийл Барет-младши и Уенди Хорнсби
- Fiends (1997)
- A Writer's Tale (1998)
- Dreadful Tales (2000)
- Madman Stan and Other Stories (2004)
- Triage (2008) – с Джак Кечъм и Едуард Лий

### Разкази
- Desert Pickup (1970)
- Roadside Pickup (1974)
- Oscar's Audition (1975) – като Ричард Кели
- Out of the Woods (1975)
- Paying Joe Back (1975)
- A Good Cigar Is a Smoke (1976)
- The Direct Approach (1977)
- The Champion (1978)  Шампионът фен превод
- Stiff Intruders (1980)
- Barney's Bigfoot Museum (1981)
- Blarney (1981)
- Spooked (1981)
- The Grab (1982)
- Eats (1985)
- Bad News (1989)
- The Bleeder (1989)
- Dinker's Pond (1989)
- The Hunt (1989)
- Madman Stan (1989)
- Mess Hall (1989)
- The Tub (1990)
- Special (1991)
- Kitty Litter (1992)
- The Good Deed (1993)
- A Good, Secret Place (1993)
- Joyce (1993)
- The Mask (1993)
- Slit (1993)
- Stickman (1993)
- The Fur Coat (1994)
- Good Vibrations (1995)
- The Maiden (1995)
- Phil the Vampire (1995)
- First Date (1996)
- The Job (1998)